# High-STYLE
『High-STYLE』（ハイスタイル）は、男性向け月刊ファッション雑誌。

## 概要
東海地方を中心とし20代〜30代の、男性をターゲットに絞り、（愛知、岐阜、三重、大人の為のファッションスタイルマガジン）というテーマの下大人のファッションの在り方を読者に提供している地域限定ファッション雑誌である。名古屋流「大人の着こなし」を学べ、大人のファッションQ&A、大人の普段着スナップ、SHOPが選ぶ「大人のこだわり」アイテムなどを収録している。現在は、ハイスタイル東海版のみの発行となっている。 
なお、地域限定ファッション雑誌の1つでもあるSpyMasterとは同じ系列でもある。